# قرة بلاغ (غرمي)
قرة بلاغ (بالفارسية: قره‌بلاغ) هي مستوطنة تقع في قسم اني الريفي في إيران. يقدر عدد سكانها بـ 107 نسمة .